# ソウル地下鉄
ソウル地下鉄（ソウルちかてつ）は、韓国のソウル特別市で運行されている地下鉄の総称である。ソウル交通公社（旧ソウルメトロ、ソウル特別市都市鉄道公社）、ソウル市メトロ9号線によって9つの路線が運行されており、韓国鉄道公社広域電鉄、仁川都市鉄道などの路線とともに首都圏電鉄を構成している。

## 概要
ソウル地下鉄1号線の建設と京釜･京仁･京元各線の電化事業は円借款によって行われ、更にソウル地下鉄1号線は車両・信号・通信分野等において日本の技術協力により建設され、開業当時の電車は全て日本製であった。地下鉄建設に日本は8,000万ドルの借款を供与し、長期にわたり現地指導、および日本国内研修を実施してきた。そのため、現時点でも指差し確認など、基本的な運用は日本式である。
ソウル交通公社が設立される以前は、ソウル特別市が出資する地下鉄運営公社にはソウルメトロとソウル特別市都市鉄道公社の2社が存在した。これは、前者が運営する路線は列車に運転士と車掌が乗務するが、後者が運営する路線は経営効率を高める目的でワンマン運転を行っているため、労使関係による問題や両公社によるサービス向上などの競争原理を働かせるものだと考えられる。ただし、2017年5月31日に両者を統合し、ソウル交通公社が発足した。
かつては、10号線（始興 - 面牧）・11号線（良才 - 新月）・12号線（往十里 - 城北）も計画されていたが、1997年の通貨危機の影響により中止され、10号線は新安山線・ソウル軽電鉄面牧線、11号線は新盆唐線・ソウル軽電鉄木洞線、12号線はソウル軽電鉄東北線・ソウル軽電鉄牛耳新設線の計画に代替されている。
2020年、新型コロナウイルス感染症の拡大に伴い地下鉄の乗客数が激減。ソウル交通公社は1兆ウォン以上の赤字を出した。交通公社は赤字の穴埋めとして駅周辺の事業者や機関から広報目的で対価を得て、駅名に事業者を併記する広告事業を再開。2017年までに26駅に併記が行われていたが、今後はさらに増加する見込み。